# Titica
Tecas Miguel Garcia, conhecida por seu nome artístico Titica ou Ticny (Luanda, 26 de junho de 1987), é uma cantora, compositora, dançarina e ativista angolana transexual que se tornou ícone do estilo kuduro em 2011, a partir do lançamento do seu primeiro trabalho discográfico, intitulado Chão..., do qual a principal música de trabalho (Chão) se tornou em poucos meses a música mais executada da história de tal gênero musical nas rádios de Angola. No mesmo ano, Titica recebeu o prêmio de artista Revelação do Kuduro, entregue pela Rádio Escola. Com o sucesso do seu primeiro trabalho como cantora, em 2012 Titica foi indica à categoria 'Melhor Artista Feminina da África Austral' do KORA All Africa Music Awards, a principal premiação de artistas da música no continente africano.
A partir de então, em um movimento de internacionalização de sua carreira, apresentou-se em diversos países, dentre eles: Portugal, África do Sul, Brasil, Alemanha, Estados Unidos da América, França. O auge desse processo se deu a partir de 2017, quando foi convidada e se apresentou no Rock in Rio ao lado da banda brasileira BaianaSystem; e também em 2018, quando se juntou à artista Brasileira Pabllo Vittar para gravar o remix de uma das músicas de seu mais recente álbum de estúdio Pra Quê Julgar?.
Titica é reconhecida internacionalmente como uma das principais referências na luta pelos direitos das pessoas LGBT no continente africano. Em outubro de 2013, a artista foi escolhida Embaixadora Nacional da Boa Vontade pela UNAIDS - programa da Organização das Nações Unidas organizado para combater a epidemia de AIDS. De acordo com a UNAIDS, "Titica tem sido afetada pelo estigma e pela discriminação por ser uma pessoa transexual, e pode transformar sua experiência em uma mensagem positiva de mudança de atitudes em Angola". Em 2015, foi homenageada no 7th Annual Chevrolet Feather Awards com a distinção African Feather of the Year, pela contribuição que tem prestado à comunidade LGBT através de seu trabalho e de suas ações.
Ao longo dos últimos anos, fez diversas incursões por outros gêneros musicais, como Afrohouse kizomba e semba, pelas quais foi indicada - e em certas ocasiões consagrada vencedora, às principais premiações dedicadas à música angolana: Top Rádio Luanda, Angola Music Awards e Troféu Moda Luanda.
De lá pra cá ela vem abrilhantando o público Angolano e não só, Com muita música boa, praticamente o ano 2020 em Angola foi “O Ano De Sucesso” pra Titica em Angola pois ela comandou o ano inteiro no país com duas músicas, uma intitulada “Tá Domina” que conta com a participação dos artistas Angolanos “Neide Sofia, Uami Ndogadas e Paulelson” , depois dessa música ser lançada e ter se tornado uma bomba em Angola surgiu rumores de que a mesma se relacionava com o colega “Paulelson” mas ambos deram entrevistas e disseram que não havia nada entre eles, só têm uma boa amizade e que se consideravam irmãos. Logo após alguns meses a Titica surge com outra música intitulada “Xucalho” com a participação do conceituado “Preto Show” a música foi também muito bem recebida pelo público Angolano e bastante consumida também pelo povo Brasileiro,Holandês,  Português, entre outros, mas não deu muitos shows internacionais por conta da covid-19 mas a cantora soube aproveitar isso tudo e se posicionou ainda mais no seu país, sendo ela A Trans mai famosa e bem sucedida do país. Esses dois lançamentos geraram vários prémios pra ela como o: Troféu Moda Luanda2021 música de festa do ano 2020 “Tá Domina” VIII Angola Music Awards Melhor Colaboração “Tá Domina”, VIII Angola Music Melhor Videoclipe do ano 2020 “Xucalho “.
Em 2021 ela avançou com o trabalho e lançou mais duas músicas a 1ª intitulada “Dá Licença” com a participação de Karina Santos, uma cantora também Angolana e pelo visto era a segunda vez que elas gravassem, essa música foi resposta para uma kudurista chamada Noite & Dia com quem ela tem um “Beef” mas a música não foi tão bem recebida, logo no final do mesmo ano já em dezembro ela surge com nova música intitulada “Waya” uma linguagem de Angola q significa “Esquivar” logo após a música “Waya” ter sido lançada no princípio de 2022 a cantora foi acusada de plágio, mas ela soube resolver  esse problema e tudo passou na boa.
Depois de longas temporadas em Portugal ainda no ano 2022 surge uma nova parceria com a cantora também Angolana chamada “Pongo” mas que reside em Portugal, gravaram a música da Pongo intitulada “Bica Bidon” com a part. de Titica, após essa música ser lançado a Titica volta pra Angola e lança sua mais recente música intitulada “Vai Pegar Fogo” , que é um Trap Soul, pra quem conhece a Titica ela gosta de arriscar em tudo quanto é estilo e ela compartilhou com os fãs o seguinte “Não é meu forte mas fiz com muito amor e espero que gostem, não estou com aquele vozeirão que eu esperava mas senti a necessidade de lançar um Trap Soul e lancei”. Até aqui ela não disse mais nada sobre a carreira apenas que no mês de Junho dia 26 ela vai participar do Rock In Rio Lisboa, Show que conta com actuações de vários cantores internacionais como Anitta, Post Malone , entre outros.

## Carreira
Titica, uma das mais exuberantes e amadas cantoras Angolanas. Referida pela imprensa portuguesa como a "Diva do Kuduro", a cantora esteve no país europeu em 2017 para divulgar sua nova música "Docado", que conta com a participação de Osmane Yakuza.
The Guardian” pela genial artista internacional, Bjork, como uma das suas influências musicais, esta mulher, que alia uma enorme força e uma carismática personalidade a um optimismo inabalável, chega a Portugal para apresentar o seu novo single “Docadó”, com um vídeo onde o furacão Titica surge numa fusão do seu inconfundível kuduro com o coupé décalé da Costa do Marfim.
No Brasil, a cantora angolana tem sido presença constante desde 2012, tendo participado de diversos shows e festivais, como no Viradão Carioca (Rio de Janeiro, 2012), 'Mês da Cultura Independente' (São Paulo, 2015), Favela Sounds (Brasília, 2017), e também em programas de TV de grande audiência, como o Mais Você (2012), Esquenta! (2013), Encontro com Fátima Bernardes (2017) 
O ponto alto de sua relação com o Brasil foi a parceria com o grupo BaianaSystem, da qual se originou a música 'Capim Guiné' que também contou com a participação da cantora brasileira Margareth Menezes. A música, que mistura sonoridades das periferias da Bahia e de Luanda, também ganhou um videoclipe.
Aprofundando essa parceria, o grupo brasileiro, que havia sido escalado para se apresentar no Rock in Rio, maior festival de música do mundo, conviou a artista angolana Titica para uma participação especial em seu show no festival.
Com isso, Titica fez história ao se tornar, ao mesmo tempo, a primeira representante da cultura angolana e a primeira artista transexual a participar do maior festival de música do mundo.
A apresentação do grupo brasileiro com a artista angolana, ocorrida em 22 de setembro de 2017, na cidade do Rio de Janeiro, foi aclamado pelo público e pela crítica. De acordo com a Revista Rolling Stone, a participação da cantora angolana acrescentou ao aspecto dançante, amarrando uma apresentação que provou como é possível ser contagiante sem ser convencional.
Diversos outros veículos de imprensa teceram análises positivas quanto à crítica social contida na letra de 'Capim Guiné', ao caldeirão de influências sonoras e destacando que Titica conquistou a galera com seu carisma. O canal de televisão Multishow destacou que a química entre os artistas, misturando o som moderno da Bahia com o tradicional kuduro angolano deixou a plateia em transe - o público respondeu à parceria com empolgação e dançou muito.
Em 2019, Titica fez sua estreia na Sapucaí, onde desfilou como destaque, como convidada da escola de samba Porto da Pedra, que teve como enredo: “Antônio Pitanga, um negro em movimento!”, uma homenagem ao ator brasileiro.

## Vida pessoal
Ao se tornar Embaixadora Nacional da Boa Vontade pela UNAIDS, o braço da Organização das Nações Unidas (ONU) para combater a epidemia de Aids, Titica deu a seguinte declaração: "Eu já apanhei e fui apedrejada por ser o que sou. Eu já sofri muita humilhação, mas estou pronta para liderar através do exemplo e ajudar na superação dos estigmas e da discriminação no meu país e também fora dele.
Em outubro de 2011, lançou sua primeira canção, "Chão", uma das faixas mais tocadas da história do kuduro.
Este mês, a cantora embarca em sua primeira turnê internacional, com shows em Portugal, Grã-Bretanha e Estados Unidos.
É provavelmente a artista que gera mais curiosidade no mercado musical em Angola. Entre altos e baixos, a sua história de vida comoveu a população angolana, mas também gerou uma onda de ataques de ódio, já que ela é a primeira artista em Angola a passar pelo processo de readequação sexual - a primeira mulher transexual a ganhar destaque no meio artístico de Angola.
Titica, cantora do estilo mais popular entre os jovens, o “Kuduro” esteve na Rádio Luanda, no início da carreira, para falar contar sua história e desmentir alguns boatos que envolveram o seu nome - boatos constantes em um país extremamente preconceituoso com relação à diversidade de gênero.
Ticni, como é tratada pelos seus amigos, começou primeiro por falar do seu novo trabalho que já está a ser preparado. Sem adiantar o nome e a data do lançamento do CD, garantiu que o seu segundo álbum terá dez faixas musicais, com diversos estilos entre eles Zouk, Tarrachinha e o Kuduro.
Em relação à sua forma de estar e conviver com as pessoas, a artista disse ser "aquela que aguenta e não tem medo de nada." Admitiu ainda já ser uma transexual, revelando ter feito várias alterações ao seu corpo para hoje estar como está.
Sem papas na língua a carismática "Ticni" não teve problemas em falar sobre os seus relacionamentos amorosos dizendo que não tinha razões para ser solteira, porque "há sempre um na cola dela". Contudo pensa em casar um dia como qualquer mulher, garantindo que quando chegar o seu momento, o seu casamento será algo inesquecível e ficará na história.

## Prêmios e Indicações
| Ano  | Prêmio                                  | Categoria | Indicação                                                        | Resultado |
| ---- | --------------------------------------- | --- | ---------------------------------------------------------------- | --------- |
| 2011 | Top Kuduro (Rádio Escola)               | Revelação do Kuduro                                                                                            | Ela mesma                                                        | Venceu    |
| 2012 | Top Rádio Luanda                        | Melhor Kuduro de 2011                                                                                          | Olha o Boneco - Titica feat. Ary                                 | Venceu    |
| 2012 | Top Rádio Luanda                        | Melhor Kuduro de 2011                                                                                          | Chão - Titica                                                    | Indicada  |
| 2012 | Troféu Moda Luanda 2012                 | Artista Revelação de 2011                                                                                      | Ela mesma                                                        | Indicada  |
| 2012 | KORA Music Awards 2012                  | Melhor Artista Feminina da África Austral                                                                      | Ela mesma (pela performance de "Olha o Boneco")                  | Indicada  |
| 2013 | I Angola Music Awards                   | Melhor Álbum Eletrônico                                                                                        | Divas do Kuduro: Coletânea - Várias Artistas                     | Indicada  |
| 2015 | Troféu Moda Luanda 2015                 | Melhor Colaboração 2014                                                                                        | Pelo Menos 50 - Ary feat. Titica                                 | Indicada  |
| 2015 | Top Rádio Luanda                        | Folclore do Ano de 2014                                                                                        | Pelo Menos 50 - Ary feat. Titica                                 | Venceu    |
| 2015 | Top Rádio Luanda                        | Video Clip do Ano de 2014                                                                                      | Pelo Menos 50 - Ary feat. Titica                                 | Venceu    |
| 2015 | Top Rádio Luanda                        | Semba do Ano de 2014                                                                                           | Makongo - Titica feat. Paulo Flores                              | Venceu    |
| 2015 | Top Rádio Luanda                        | Kuduro do Ano de 2014                                                                                          | Procura o brinco - Titica                                        | Indicada  |
| 2015 | Revista Jeune Afrique                   | 50 Mulheres Poderosas - As 50 Africanas mais influentes no mundo                                               | Ela mesma                                                        | Venceu    |
| 2015 | The 7th Annual Chevrolet Feather Awards | African Feather of the Year - Pela contribuição dada à comunidade LGBT através de seu trabalho e de suas ações | Ela mesma                                                        | Venceu    |
| 2015 | III Angola Music Awards                 | Melhor Kuduro                                                                                                  | Procura o brinco - Titica                                        | Indicada  |
| 2015 | III Angola Music Awards                 | Melhor Semba                                                                                                   | Makongo - Titica feat. Paulo Flores                              | Indicada  |
| 2015 | III Angola Music Awards                 | Música do Ano                                                                                                  | Makongo - Titica feat. Paulo Flores                              | Indicada  |
| 2016 | Top Rádio Luanda                        | Kuduro do Ano de 2015                                                                                          | Na boca é 1000 - Agre G feat. Titica                             | Indicada  |
| 2016 | Abryanz Style and Fashion Awards 2016   | Most Stylish Female Artiste                                                                                    | Ela Mesma                                                        | Indicada  |
| 2017 | Top Rádio Luanda                        | Folclore do Ano de 2016                                                                                        | Abaixa - Titica feat. João Linho                                 | Indicada  |
| 2017 | V Angola Music Awards                   | Melhor Vídeo Clip                                                                                              | Me beija só na boca - Titica                                     | Indicada  |
| 2017 | V Angola Music Awards                   | Melhor Artista da Internet                                                                                     | Ela Mesma                                                        | Indicada  |
| 2018 | Troféu Moda Luanda 2018                 | Prestígio 2017 - Pelo destaque conquistado na internacionalização de sua carreira artística                    | Ela mesma                                                        | Venceu    |
| 2018 | OkayAfrica                              | 100 Women - As 100 mulheres mais bem sucedidas da África                                                       | Ela mesma                                                        | Venceu    |
| 2019 | All Africa Music Awards                 | Best Female Artist in Central Africa                                                                           | Giro na Bicicleta                                                | Indicada  |
| 2019 | Troféu Moda Luanda 2019                 | Videoclipe do Ano 2018                                                                                         | Come e Baza - Titica feat. Pabllo Vittar                         | Indicada  |
| 2019 | 2019 African Entertainment Awards USA   | Best Video | Reza Madame                                                      | Indicada  |
| 2019 | 2019 African Entertainment Awards USA   | Best Collaboration                                                                                             | Come e Baza - Titica feat. Pabllo Vittar                         | Indicada  |
| 2020 | Globos ZAP                              | Melhor Show de Música em Directo, ao vivo, ZAP VIVA                                                            | Ao Vivo É Kwanza                                                 | Indicada  |
| 2020 | 2020 African Entertainment Awards USA   | Best Palop Female Artist                                                                                       | Ela Mesma                                                        | Indicada  |
| 2020 | VII Angola Music Awards                 | Melhor Artista Digital 2019                                                                                    | Coração de Piscina                                               | Indicada  |
| 2020 | VII Angola Music Awards                 | Melhor Videoclipe 2019                                                                                         | Coração de Piscina                                               | Indicada  |
| 2020 | II Angola Video Music Awards            | Afro-beat | Coração de Piscina                                               | Indicada  |
| 2020 | II Angola Video Music Awards            | Vídeo Mais Popular da Internet                                                                                 | Coração de Piscina                                               | Indicada  |
| 2021 | 13° Angola 35 Graus                     | Categoria Música                                                                                               | Ela Mesma                                                        | Venceu    |
| 2021 | Troféu Moda Luanda 2021                 | Melhor Artista ou Grupo de Música Moderna 2020                                                                 | Ela Mesma                                                        | Indicada  |
| 2021 | Troféu Moda Luanda 2021                 | Música de Festa do Ano 2020                                                                                    | Tá Domina                                                        | Indicada  |
| 2021 | Troféu Moda Luanda 2021                 | Música de Festa do Ano 2020                                                                                    | Xucalho                                                          | Venceu    |
| 2021 | VIII Angola Music Awards                | Melhor Colaboração                                                                                             | Tá Domina - Titica feat. Neide Sofia, Uami Ndongadas e Paulelson | Indicada  |
| 2021 | VIII Angola Music Awards                | Melhor Videoclipe                                                                                              | Xucalho                                                          | Venceu    |
| 2021 | VIII Angola Music Awards                | Música Mais Popular                                                                                            | Tá Dominá                                                        | Indicada  |
| 2021 | VIII Angola Music Awards                | Melhor Kuduro                                                                                                  | Tá Dominá                                                        | Indicada  |
| 2021 | VIII Angola Music Awards                | Melhor Produtor de Videoclipe                                                                                  | Krisnano Santos - Tá Dominá                                      | Venceu    |
| 2021 | VIII Angola Music Awards                | Melhor Música Tradicional                                                                                      | Casamento - Baló Januário feat. Titica                           | Venceu    |
| 2021 | 2021 African Entertainment Awards USA   | Best Palop Female Artist                                                                                       | Ela Mesma                                                        | Pendente  |

## Discografia
- Chão... (2011)
- De Última à Primeira (2014)
- Pra Quê Julgar? (2018)